# Baojun
La Baojun (in cinese semplificato: 宝 骏; cinese tradizionale: 寶 駿; pinyin: Bǎojùn) è una casa automobilistica cinese di proprietà della SAIC-GM-Wuling Automobile, una joint venture tra la General Motors, SAIC Motor e Wuling Automobile Company.

## Storia

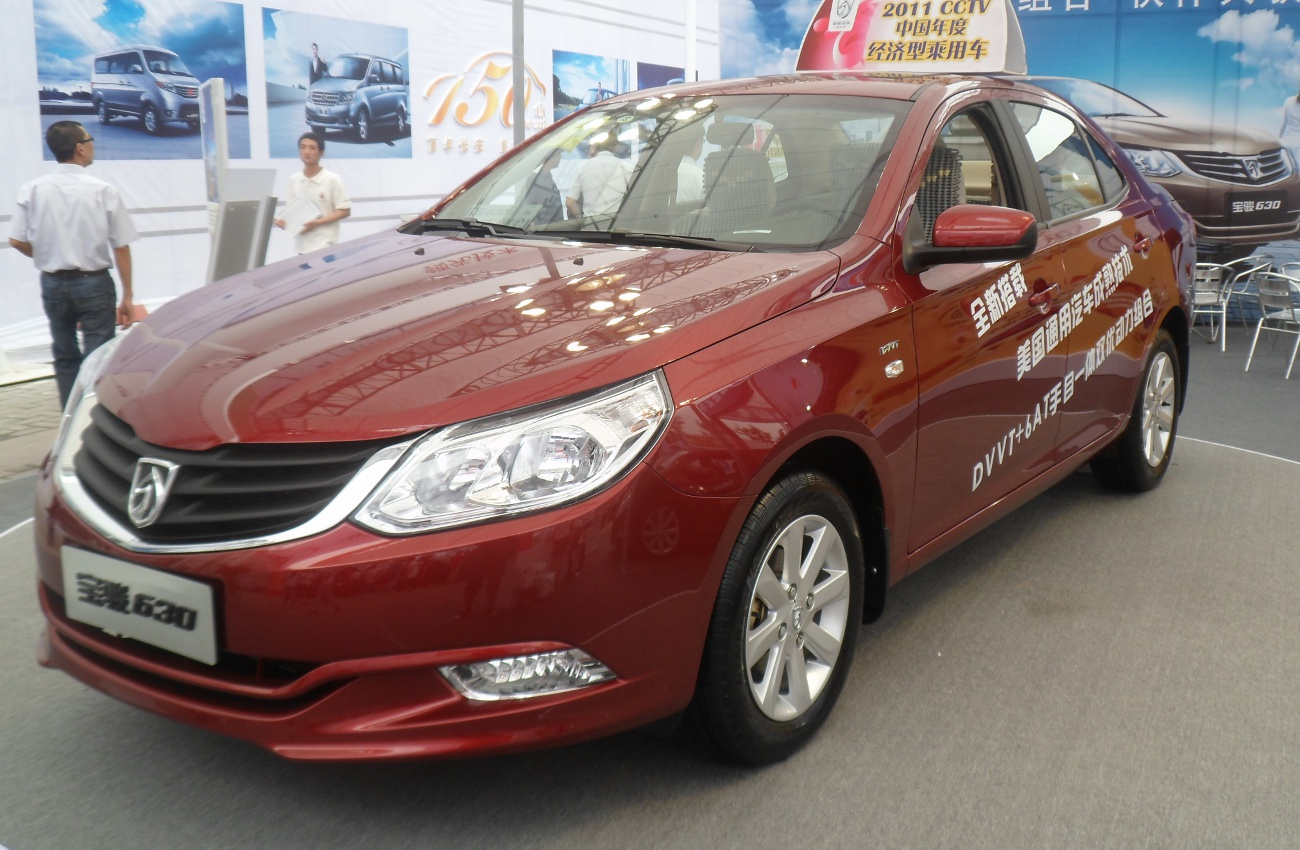
Baojun 630, prima vettura della casa cinese

La Baojun è fondata nel 2010 come alternativa più economica ai marchi GM già esistenti ed esportati nel paese cinese come la Chevrolet e la Buick. I veicoli commerciali della joint venture rimangono sotto il marchio Wuling Automobile. I veicoli prodotti dall'azienda vanno ad inserirsi in un segmento di mercato occupato da altri produttori generalisti cinesi come Chery, Geely, Chang'an Motors, Haval e Trumpchi.
Nei suoi primi anni di commercializzazione, le vendite dei modelli Baojun hanno raggiunto 688 390 unità nel 2016 e 996 629 nel 2017.

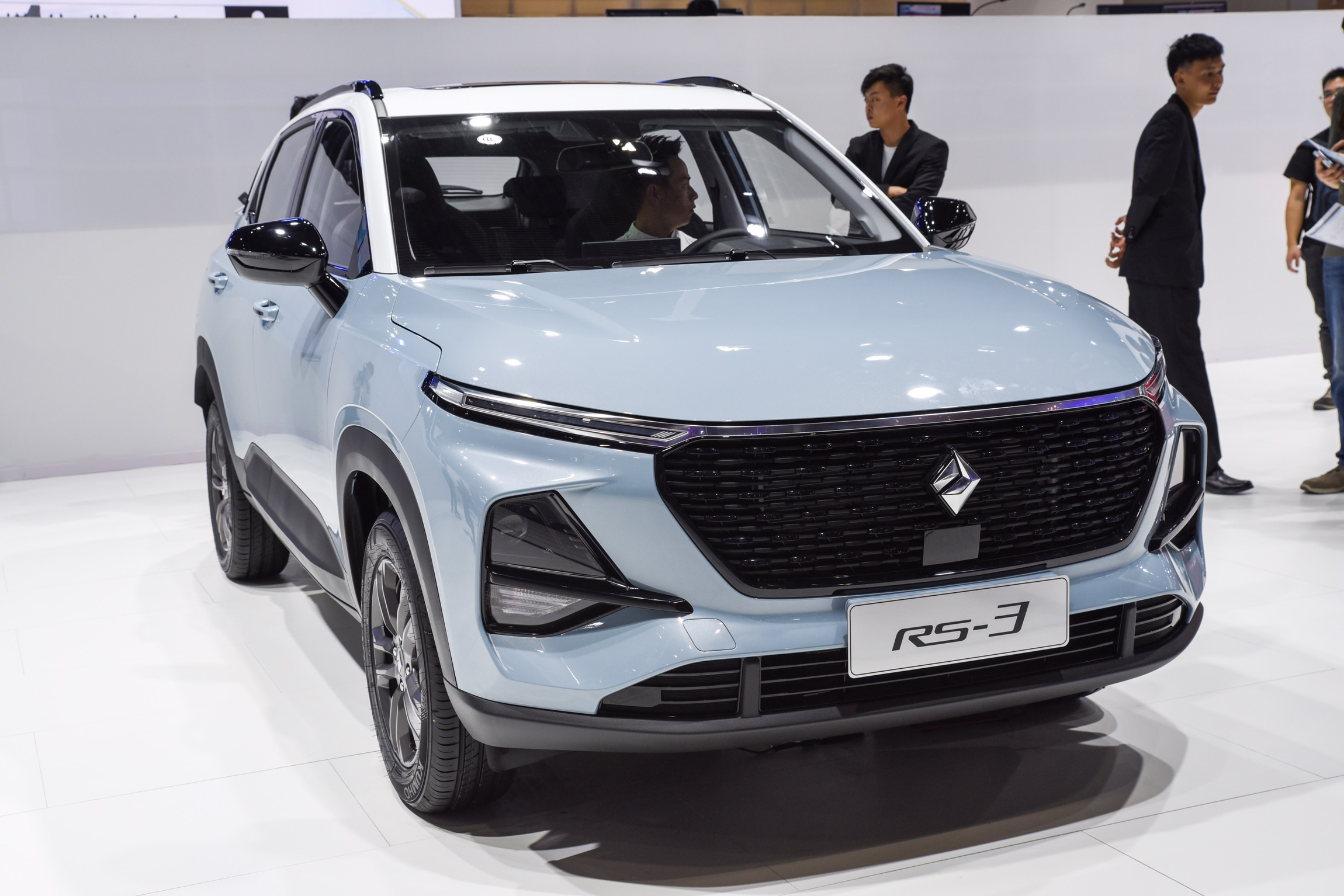
Baojun RS-3

ll primo veicolo del marchio è stato la Baojun 630, una berlina a quattro porte prodotta dal novembre 2010, con le vendite che sono iniziate alla fine del 2011 attraverso una rete di concessionari dedicati.
Grazie alla joint venture con la General Motors, la Baojun ha prodotto alcune vetture derivate dalla Daewoo Matiz/Chevrolet Spark, ridenominata Baojun Lechi. Nel 2014 al salone di Pechino ha presentato il suo terzo modello la Baojun 610. Nel 2018 ha presentato la Baojun RS-5, prima vettura ad adottare una propria piattaforma autonoma e ad avere una nuova denominazione alfanumerica.
Nel 2022 viene presentata la Baojun KiWi EV un microcar elettrica realizzata in collaborazione con DJI, con motore da 40 kW ed una autonomia di 305 km.

## Modelli

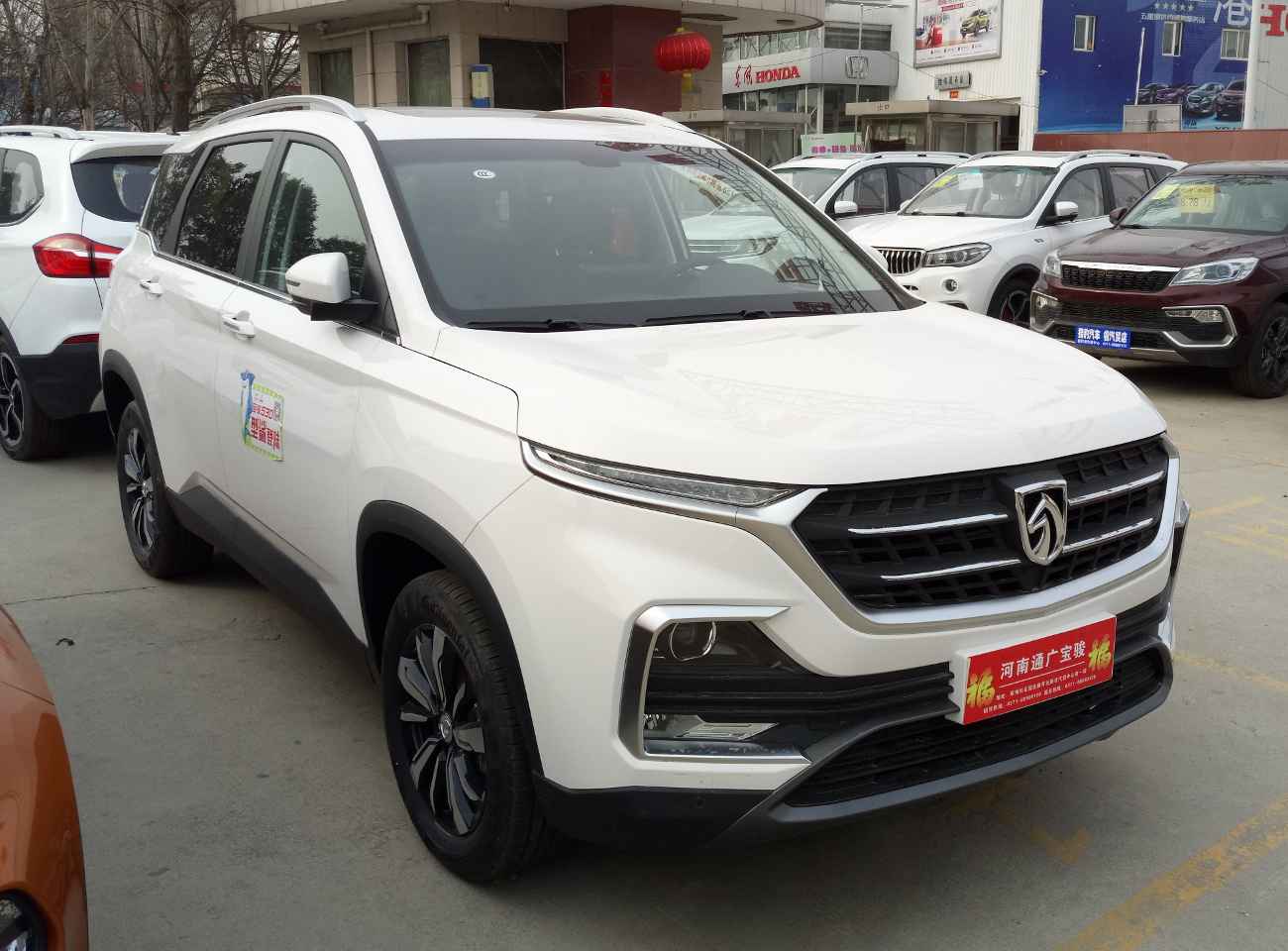
Baojun 530

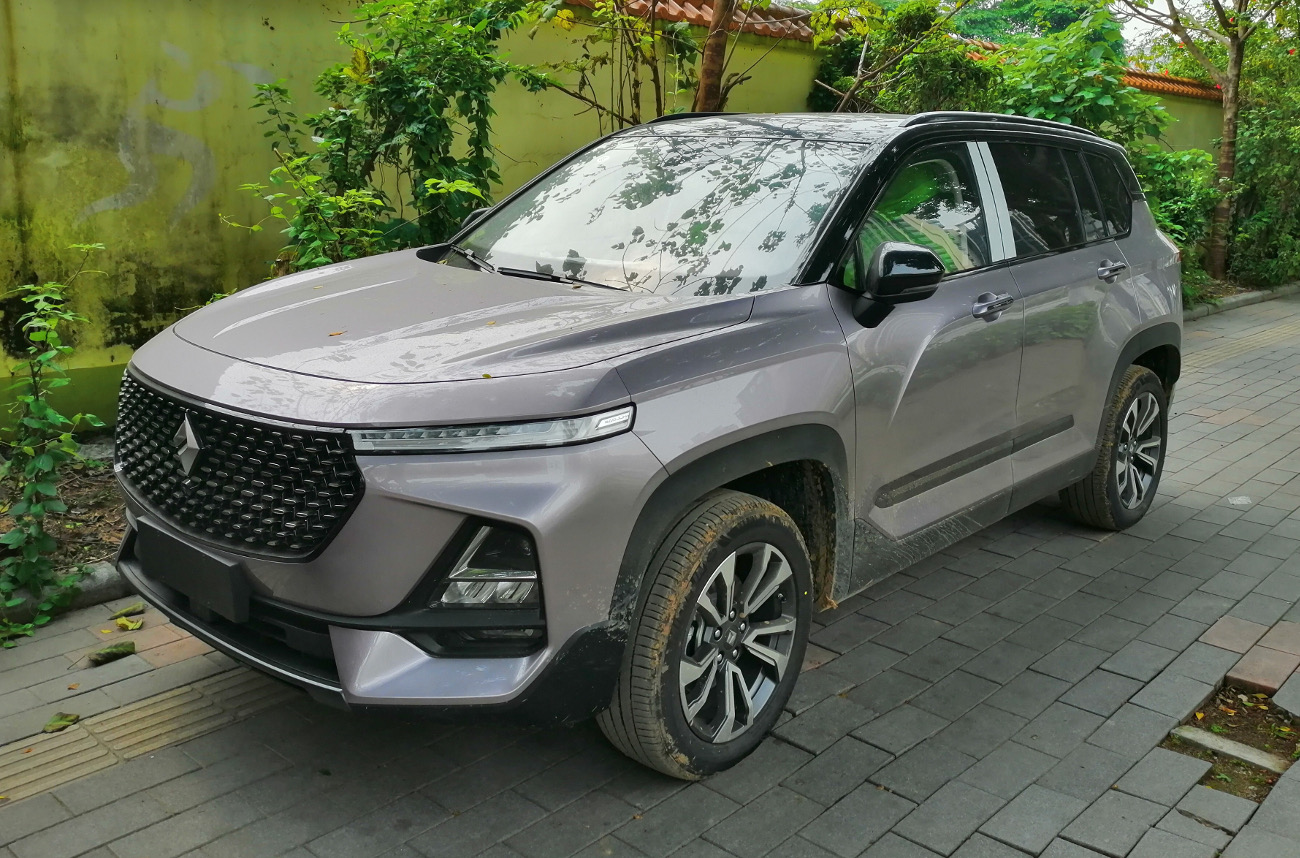
Baojun RS-5

- Baojun 530Baojun E100
- Baojun E200
- Baojun Lechi/Lechi Cross
- Baojun 310/310W/330
- Baojun 360
- Baojun 510
- Baojun 530
- Baojun RS-5Baojun 560
- Baojun 610/630
- Baojun 730
- Baojun RS-5
- Baojun RS-3
- Baojun RM-5
- Baojun RC-6